# Neritos macrostidza
Neritos macrostidza là một loài bướm đêm thuộc phân họ Arctiinae, họ Erebidae.